# Aricia albicans
Aricia albicans är en fjärilsart som beskrevs av Aurivillius. Aricia albicans ingår i släktet Aricia och familjen juvelvingar. Inga underarter finns listade i Catalogue of Life.